# Canton de la Montagne d'Alaric
Le canton de la Montagne d'Alaric, précédemment appelé canton de Trèbes, est une circonscription électorale française du département de l'Aude créée par le décret du 21 février 2014 et entrée en vigueur lors des élections départementales de 2015.

## Histoire
Un nouveau découpage territorial de l'Aude entre en vigueur en mars 2015, défini par le décret du 21 février 2014, en application des lois du 17 mai 2013 (loi organique 2013-402 et loi 2013-403). Les conseillers départementaux sont, à compter de ces élections, élus au scrutin majoritaire binominal mixte. Les électeurs de chaque canton élisent au Conseil départemental, nouvelle appellation du Conseil général, deux membres de sexe différent, qui se présentent en binôme de candidats. Les conseillers départementaux sont élus pour 6 ans au scrutin binominal majoritaire à deux tours, l'accès au second tour nécessitant 12,5 % des inscrits au premier tour. En outre la totalité des conseillers départementaux est renouvelée. Ce nouveau mode de scrutin nécessite un redécoupage des cantons dont le nombre est divisé par deux avec arrondi à l'unité impaire supérieure si ce nombre n'est pas entier impair, assorti de conditions de seuils minimaux. Dans l'Aude, le nombre de cantons passe ainsi de 35 à 19.
Au 1er janvier 2016, le canton de Trèbes devient le canton de la Montagne d’Alaric par décret pris le 27 décembre 2015.

## Représentation
| Période élective | Période élective | Mandat | Mandat   | Identité           | Nuance | Nuance | Qualité                                                                    |
| ---------------- | ---------------- | ------ | -------- | ------------------ | ------ | ------ | -------------------------------------------------------------------------- |
| 2015             | 2021             | 2015   | 2021     | Robert Alric       |        | PS     | Maire de Badens (1983→2014) Ancien conseiller général du canton de Capendu |
| 2015             | 2021             | 2015   | 2021     | Caroline Cathala   |        | PS     | Conseillère municipale de Fontiès-d'Aude                                   |
| 2021             | 2028             | 2021   | en cours | Caroline Cathala   |        | PS     | conseillère municipale de Fontiès-d'Aude                                   |
| 2021             | 2028             | 2021   | en cours | Philippe Rappeneau |        | PS     | Notaire Maire de Douzens                                                   |

### Résultats détaillés

#### Élections de mars 2015
À l'issue du premier tour des élections départementales de 2015, deux binômes sont en ballotage : Christophe Barthès et Danièle Esposito (FN, 39,27 %) et Robert Alric et Caroline Cathala (PS, 36,13 %). Le taux de participation est de 58,7 % (6 942 votants sur 11 827 inscrits) contre 57,46 % au niveau départemental et 50,17 % au niveau national.
Au second tour, Robert Alric et Caroline Cathala (PS) sont élus avec 53,12 % des suffrages exprimés et un taux de participation de 63,78 % (3 624 voix pour 7 543 votants et 11 826 inscrits).

#### Élections de juin 2021
Le premier tour des élections départementales de 2021 est marqué par un très faible taux de participation (33,26 % au niveau national). Dans le canton de la Montagne d'Alaric, ce taux de participation est de 44,26 % (5 259 votants sur 11 883 inscrits) contre 39,73 % au niveau départemental. À l'issue de ce premier tour,  le binôme constitué de Caroline Cathala et Philippe Rappeneau (Union à gauche avec des écologistes, 62,97 %), est élu avec 62,97 % des suffrages exprimés.

## Composition
Le canton comprenait trente communes entières à sa création.
À la suite de la fusion, au 1er janvier 2019, de Montlaur et de Pradelles-en-Val pour former la commune de Val-de-Dagne, le nombre de communes descend à 29.
| Nom                            | Code Insee | Intercommunalité                               | Superficie (km2) | Population (dernière pop. légale) | Densité (hab./km2) | Modifier                                    |
| ------------------------------ | ---------- | ---------------------------------------------- | ---------------- | --------------------------------- | ------------------ | ------------------------------------------- |
| Trèbes (bureau centralisateur) | 11397      | CA Carcassonne Agglo                           | 16,36            | 5 386 (2022)                      | 329                | modifier les données · modifier les données |
| Arquettes-en-Val               | 11016      | CA Carcassonne Agglo                           | 9,31             | 79 (2022)                         | 8,5                | modifier les données · modifier les données |
| Badens                         | 11023      | CA Carcassonne Agglo                           | 9,60             | 729 (2022)                        | 76                 | modifier les données · modifier les données |
| Barbaira                       | 11027      | CA Carcassonne Agglo                           | 9,40             | 787 (2022)                        | 84                 | modifier les données · modifier les données |
| Berriac                        | 11037      | CA Carcassonne Agglo                           | 2,67             | 958 (2022)                        | 359                | modifier les données · modifier les données |
| Blomac                         | 11042      | CA Carcassonne Agglo                           | 8,41             | 254 (2022)                        | 30                 | modifier les données · modifier les données |
| Bouilhonnac                    | 11043      | CA Carcassonne Agglo                           | 5,71             | 222 (2022)                        | 39                 | modifier les données · modifier les données |
| Capendu                        | 11068      | CA Carcassonne Agglo                           | 15,12            | 1 461 (2022)                      | 97                 | modifier les données · modifier les données |
| Caunettes-en-Val               | 11083      | CA Carcassonne Agglo                           | 8,71             | 56 (2022)                         | 6,4                | modifier les données · modifier les données |
| Comigne                        | 11095      | CA Carcassonne Agglo                           | 9,24             | 329 (2022)                        | 36                 | modifier les données · modifier les données |
| Douzens                        | 11122      | CA Carcassonne Agglo                           | 14,91            | 780 (2022)                        | 52                 | modifier les données · modifier les données |
| Fajac-en-Val                   | 11133      | CA Carcassonne Agglo                           | 13,81            | 51 (2022)                         | 3,7                | modifier les données · modifier les données |
| Floure                         | 11146      | CA Carcassonne Agglo                           | 4,25             | 427 (2022)                        | 100                | modifier les données · modifier les données |
| Fontiès-d'Aude                 | 11151      | CA Carcassonne Agglo                           | 6,07             | 555 (2022)                        | 91                 | modifier les données · modifier les données |
| Labastide-en-Val               | 11179      | CA Carcassonne Agglo                           | 11,70            | 89 (2022)                         | 7,6                | modifier les données · modifier les données |
| Marseillette                   | 11220      | CA Carcassonne Agglo                           | 11,17            | 706 (2022)                        | 63                 | modifier les données · modifier les données |
| Mayronnes                      | 11227      | CA Carcassonne Agglo                           | 11,86            | 44 (2022)                         | 3,7                | modifier les données · modifier les données |
| Montirat                       | 11248      | CA Carcassonne Agglo                           | 12,67            | 67 (2022)                         | 5,3                | modifier les données · modifier les données |
| Monze                          | 11257      | CA Carcassonne Agglo                           | 13,96            | 243 (2022)                        | 17                 | modifier les données · modifier les données |
| Moux                           | 11261      | CC Région Lézignanaise, Corbières et Minervois | 15,70            | 715 (2022)                        | 46                 | modifier les données · modifier les données |
| Rieux-en-Val                   | 11314      | CA Carcassonne Agglo                           | 6,90             | 86 (2022)                         | 12                 | modifier les données · modifier les données |
| Roquecourbe-Minervois          | 11318      | CC Région Lézignanaise, Corbières et Minervois | 3,62             | 140 (2022)                        | 39                 | modifier les données · modifier les données |
| Saint-Couat-d'Aude             | 11337      | CC Région Lézignanaise, Corbières et Minervois | 5,38             | 366 (2022)                        | 68                 | modifier les données · modifier les données |
| Serviès-en-Val                 | 11378      | CA Carcassonne Agglo                           | 6,50             | 207 (2022)                        | 32                 | modifier les données · modifier les données |
| Taurize                        | 11387      | CA Carcassonne Agglo                           | 8,34             | 106 (2022)                        | 13                 | modifier les données · modifier les données |
| Val-de-Dagne                   | 11251      | CA Carcassonne Agglo                           | 50,11            | 731 (2022)                        | 15                 | modifier les données · modifier les données |
| Villar-en-Val                  | 11414      | CA Carcassonne Agglo                           | 11,42            | 23 (2022)                         | 2,0                | modifier les données · modifier les données |
| Villedubert                    | 11422      | CA Carcassonne Agglo                           | 3,04             | 340 (2022)                        | 112                | modifier les données · modifier les données |
| Villetritouls                  | 11440      | CA Carcassonne Agglo                           | 4,88             | 34 (2022)                         | 7,0                | modifier les données · modifier les données |
| Canton de la Montagne d'Alaric | 1118       |                                                | 310,82           | 15 971 (2022)                     | 51                 | modifier les données                        |

## Démographie
En 2022, le canton comptait 15 971 habitants, en évolution de −0,26 % par rapport à 2016 (Aude : +2,65 %, France hors Mayotte : +2,11 %).
| 2013   | 2018   | 2022   |
| ------ | ------ | ------ |
| 15 665 | 16 058 | 15 971 |